# Jordan Rodrigues
Jordan Rodrigues (Sydney, 20 luglio 1992) è un attore, cantante e ballerino australiano, meglio conosciuto per aver interpretato Jai Fernandez in Home and Away, Christian Reed in Dance Academy e Mat Tan in The Fosters.

## Biografia

### Giovinezza
Rodrigues è nato a Sydney, Australia da Brian e Julie Rodrigues, entrambi malesi. Ha un fratello ed una sorella maggiori..

### Carriera
La prima esperienza di recitazione professionale di Rodrigues è stata quando ha interpretato il ruolo del giovane Simba nel tour australiano di The Lion King al Capitol Theatre a partire dall'ottobre 2003. Nonostante non avesse alcuna esperienza recitativa prima del provino, ha comunque ottenuto un ruolo tra i personaggi principali. Si è esibito tre volte a settimana per due anni e mezzo.
Rodrigues si è poi allenato a Brent Street per oltre 10 anni, dove ha studiato danza (in particolare l'hip-hop, il jazz e l'acrobatica).
Nel gennaio 2008, Rodrigues annunciò che voleva diventare attore e si unì ad un'agenzia di recitazione. Dopo aver recitato in alcuni spot commerciali ha preso parte ad un provino per la parte di Jai Fernandez in Home and Away. Ottenuto il ruolo, ha iniziato ad interpretarli dal marzo 2008. Nel 2009, Rodrigues è stato nominato per un TV Week Silver Logie as Most Popular New Talent dopo aver terminato di interpretare quel ruolo.
Nel 2009 è stato assunto per interpretare il ruolo di Christian Reed, uno dei protagonisti della serie della ABC Dance Academy.
Nel 2013 ha recitato nella miniserie Better Man. Dal 2014 è entrato a far parte del cast della serie The Fosters nel ruolo di Mat, uno dei compagni di band di Brandon ed il fidanzato di Mariana.
Nel 2015 ha recitato in un episodio della serie Hawaii Five-0. Nel 2017 ha recitato nel film Lady Bird.

## Premi e nomination
- 2009 - Logie Awards[6]
  - Nomination Più popolare nuovo talento maschile per Home and Away
- 2017 - Awards Circuit Community Awards[6]
  - Best Cast Ensemble per Lady Bird (con Saoirse Ronan, Laurie Metcalf, Tracy Letts, Lucas Hedges, Timothée Chalamet, Beanie Feldstein, Lois Smith, Stephen McKinley Henderson, Odeya Rush e Marielle Scott)
- 2018 - Gold Derby Awards[6]
- Nomination Ensemble Cast per Timothée Chalamet, Beanie Feldstein, Lucas Hedges, Stephen McKinley Henderson, Tracy Letts, Laurie Metcalf, Saoirse Ronan, Odeya Rush, Marielle Scott e Lois Smith
- 2018 - OFTA Film Award[6]
- Nomination Best Ensemble per Saoirse Ronan, Laurie Metcalf, Tracy Letts, Lucas Hedges, Timothée Chalamet, Beanie Feldstein, Lois Smith, Stephen McKinley Henderson, Odeya Rush e Marielle Scott
- 2018 - Screen Actors Guild Awards[6]
- Nomination Miglior cast cinematografico per Lady Bird (con Timothée Chalamet, Beanie Feldstein, Lucas Hedges, Tracy Letts, Stephen McKinley Henderson, Laurie Metcalf, Saoirse Ronan, Odeya Rush, Marielle Scott e Lois Smith)
- 2019 - CinEuphoria Awards[6]
  - Best Ensemble - International Competition per Lady Bird (con Timothée Chalamet, Beanie Feldstein, Lucas Hedges, Tracy Letts, Laurie Metcalf, Saoirse Ronan, Stephen McKinley Henderson, Marielle Scott, Odeya Rush e Lois Smith)
- 2020 - Daytime Emmy Awards[6][7]
  - Nomination Outstanding Principal Performance in a Daytime Program per Light as a Feather

## Filmografia

### Attore

#### Cinema
- Breaking Dance (Breaking Through), regia di John Swetnam (2015)
- Dance Academy - Il ritorno (Dance Academy: The Movie), regia di Jeffrey Walker (2017)
- Ragazze nel pallone - Sfida mondiale (Bring It On: Worldwide #Cheersmack), regia di Robert Adetuyi (2017)
- Lady Bird, regia di Greta Gerwig (2017)

#### Televisione
- Home and Away – serie TV, 214 episodi (2008-2009)
- Better Man – serie TV, 4 episodi (2013)
- Camp – serie TV, 10 episodi (2013)
- Dance Academy – serie TV, 65 episodi (2010-2013)
- Hawaii Five-0 – serie TV, 1 episodio (2015)
- Faking It - Più che amiche (Faking It) – serie TV, 3 episodi (2016)
- The Fosters – serie TV, 41 episodi (2014-2018)
- L.A.'s Finest – serie TV, 5 episodi (2019)
- Light as a Feather – serie TV, 26 episodi (2018-2019)
- Moonbase 8 – serie TV, 1 episodio (2020)
- Il mistero dei Templari - La serie (National Treasure: Edge of History) – serie TV (2022)

### Doppiatore
- Mortal Kombat Legends: Scorpion's Revenge, regia di Ethan Spaulding (2020)

## Teatro
- The Lion King (2003), nel ruolo di Simba da giovane

## Doppiatori italiani
Nelle versioni in italiano delle opere in cui ha recitato, Jordan Ridrigues è stato doppiato da:
- Alessandro Campaiola in Lady Bird, Il mistero dei Templari - La serie
- Andrea Quartana in Dance Academy (st. 1)
- Alessio Puccio in Dance Academy (st. 2-3)
- Daniele Giuliani in The Fosters
- Niccolò Guidi in Hawaii Five-0
- Alessio Nissolino in Faking It - Più che amiche
- Davide Perino in Breaking Dance